# عامر غالب
عامر غالب (مواليد 1979) هو سياسي يمني أمريكي يشغل منصب عمدة هامترامك في ميشيغان منذ عام 2021. وهو عضو محافظ اجتماعيًا في الحزب الديمقراطي، وهو أول عربي أمريكي ومسلم يتولى هذا المنصب. اكتسب اهتمامًا وطنيًا بصفته عمدة لتنفيذه مرسومًا يحظر عرض علم الفخر على ممتلكات المدينة، وسحب الاستثمارات في إسرائيل، ودعم هو مع مجموعة كبير من عرب ميشيغان دونالد ترامب في الانتخابات الرئاسية الأمريكية لعام 2024 بعد تعهد ترامب بإيقاف الإبادة على غزة.
في آذار 2025 م، رشح ترامب غالب لمنصب سفير الولايات المتحدة لدى الكويت.

## عمدة هامترامك
في انتخابات عمدة هامترامك عام 2021، هزم غالب العمدة الحالية كارين ماجوسكي بنسبة 68٪ من الأصوات. فأصبح أول عربي أمريكي ومسلم يتولى هذا المنصب، ووفقًا لصحيفة ديترويت فري برس [الإنجليزية]
 أصبح أول عمدة أمريكي غير بولندي [الإنجليزية]
 في آخر 100 عام. كان عضوًا في الحزب الديمقراطي، وعمل مع ما كان يُعتقد أنه أول مجلس مدينة مسلم بالكامل في الولايات المتحدة. في حزيران 2023، حظر مجلس المدينة علم الفخر من أعمدة الأعلام المملوكة للقطاع العام، حيث صرح غالب بأنه "كان ينوي جلب الحياد إلى ممتلكات المدينة دون الترويج للجنس أو العنصرية أو الدين أو السياسة". وقد أثارت هذه الخطوة انتقادات من جانب العديد من الديمقراطيين في ميشيغان [الإنجليزية]
، بما في ذلك رشيدة طليب. ووصف غالب نشطاء المثليين ومغايري الجنس بأنهم يتصرفون "كميليشيا" حيث يضغطون عليه وعلى السياسيين لفرض آرائهم.
التقى بمستشار الأمن القومي الأمريكي السابق مايكل فلين في 12 أيلول 2023 م. في حزيران 2024، أقر غالب ومجلس المدينة بالإجماع قرارًا يلزم المدينة بتجنب الاستثمار في الشركات الإسرائيلية أو تلك التي تدعم نظام الفصل العنصري الإسرائيلي.

### انتخابات 2024
خلال الانتخابات التمهيدية الرئاسية الديمقراطية في ميشيغان عام 2024 [الإنجليزية]
، دعم غالب الحركة غير الملتزمة وأوصى الناخبين بالتصويت غير الملتزمين بدلًا من جو بايدن. في أيلول 2024، أيد غالب دونالد ترامب في الانتخابات الرئاسية الأمريكية لعام 2024 بعد لقائه في قاعة المدينة في فلينت حيث ناقشا القضايا التي تؤثر على العرب والمسلمين الأمريكيين وفلسطين. أفاد كورت ستريتر من صحيفة نيويورك تايمز أن غالب، بصفته محافظًا اجتماعيًا، وجد المزيد من القواسم المشتركة مع الجمهوريين الذين "حاولوا التودد إليه بنشاط". وفي تأييده، أقر غالب بخلافاتهم حول قضايا رئيسة، لكنه كان يعتقد أن ترامب سينهي الإبادة على غزة. أعاد ترامب نشر تأييده على موقع تروث سوشل وانضم إليه غالب في بعض تجمعات حملته الرئاسية [الإنجليزية]
.
بعد أن تولى ترامب رئاسته في عام 2025، نشر غالب على فيسبوك دعمه المستمر لترامب على الرغم من أن منشور فيسبوك اعترف برغبة ترامب المعلنة في نقل الفلسطينيين بشكل دائم من غزة. في آذار 2025، رشح ترامب غالب لمنصب سفير الولايات المتحدة لدى الكويت. وأشاد ترامب بغالب على وسائل التواصل الاجتماعي، وكتب: "لقد عمل عامر بجد لمساعدتنا في تأمين نصر تاريخي في ميشيغان".

## طالع أيضًا
- قائمة التعيينات السياسية في الولايات المتحدة عبر الخطوط الحزبية [الإنجليزية]

## روابط خارجية
- رئيس البلدية عامر غالب على موقع حكومة مدينة هامترامك